# Ladislaus Weinek
Ladislaus (László) Weinek, född 13 februari 1848 i Buda, död 12 november 1913 i Prag, var en ungersk astronom.
Weinek var förste observator vid observatoriet i Leipzig 1875–1882 och professor vid tyska universitetet i Prag och direktor för observatoriet där från 1883. Han deltog 1874 i tyska expeditionen till Kerguelen för observationer över Venuspassagen. Han utgav många avhandlingar, huvudsakligen inom den praktiska astronomin.
Asteroiden 7114 Weinek är uppkallad efter honom.